# François Delpla
Pour les articles homonymes, voir Delpla.
 (mai 2023).
Si vous disposez d'ouvrages ou d'articles de référence ou si vous connaissez des sites web de qualité traitant du thème abordé ici, merci de compléter l'article en donnant les références utiles à sa vérifiabilité et en les liant à la section « Notes et références ».
François Delpla, né le 26 mars 1948 à Corte, est un historien français, normalien et agrégé d'histoire. 
Il a notamment travaillé sur le nazisme, sur la défaite de 1940 et l'occupation de la France pendant la Seconde Guerre mondiale et sur Georges Mandel.

## Biographie

### Formation
Il fait ses études secondaires au lycée Henri-Poincaré à Nancy et puis prépare le concours de l'École normale supérieure de la rue d'Ulm au lycée Louis-le-Grand à Paris. Il est reçu en 1968 avec l'option Histoire. Il est ensuite reçu à l'agrégation au début des années 1970.
En 2002, il soutient une thèse de doctorat à l'université Panthéon-Sorbonne, publiée sous le titre La Face cachée de 1940 : comment Churchill réussit à prolonger la partie.
Il obtient une habilitation à diriger des recherches à Brest en 2012.

### Travaux
Il a traduit, présenté et annoté la biographie de Hitler de David Gardner et participé à l'ouvrage collectif Le Livre noir du capitalisme, à propos de la Seconde Guerre mondiale.
Il a travaillé pour la télévision (interventions dans plusieurs documentaires sur le nazisme).
En 2008, il publie un livre sur les enjeux de la captivité de Georges Mandel.
En 2010, il publie deux livres  : Mers el-Kébir (éditions de Guibert) et Petit dictionnaire énervé de la Seconde Guerre mondiale (éditions de l'Opportun).

## Publications
- Les Papiers secrets du général Doumenc (1939-1940), Paris, Olivier Orban, 1991, 526 p.
- Montoire : les premiers jours de la collaboration, Paris, Albin Michel, 1996, 504 p.  (ISBN 2-226-08488-6 et 978-2226084880) [présentation sur livresdeguerre.net, 4e de couverture].
- La Ruse nazie : Dunkerque : 24 mai 1940, Éditions France Empire, 1997, 310 p.  (ISBN 2-7048-0814-7 et 978-2704808144)
- Aubrac : les faits et la calomnie, Le Temps des Cerises, 1998, 171 p.  (ISBN 2841091139 et 978-2841091133).
- Hitler, Paris, Grasset, 1999,  541 p.  (ISBN 2246570417 et 978-2246570417).
- L'Appel du 18 Juin 1940, Paris, Grasset, 2000, 314 p.  (ISBN 2-246-59931-8 et 978-2246599319).
- La Face cachée de 1940 : comment Churchill réussit à prolonger la partie, Éditions François-Xavier de Guibert, coll. « Histoire », 2003, 191 p.  (ISBN 2868398413 et 978-2868398413)
- (avec Jacques Baumel), La Libération de la France, Paris, L'Archipel, 2004, 192 p.  (ISBN 2-84187-421-4 et 978-2841874217)
- Les Tentatrices du diable : Hitler, la part des femmes, Paris, L'Archipel, 2005, 361 p.  (ISBN 2-84187-683-7 et 978-2841876839)
- Nuremberg face à l'histoire, Paris, L'Archipel, 2006, 350 p.  (ISBN 2-84187-781-7 et 978-2841877812) [[ ]].
- Avec Jacques Baumel, Un tragique malentendu : de Gaulle et l'Algérie, Paris, Plon, 2006, 250 p.  (ISBN 2-259-20412-0 et 978-2259204125)
- Qui a tué Georges Mandel ? (1885-1944), Paris, L'Archipel, 2008, 427 p.  (ISBN 2809800758 et 978-2-8098-0075-3).
- Mers el-Kébir, Paris, éditions de Guibert, 2010
- Petit Dictionnaire énervé de la Seconde Guerre mondiale, collection « Petit dictionnaire énervé », Paris, L'Opportun, 2010, 217 p.  (ISBN 2360750054 et 978-2360750054).
- Churchill et Hitler, Editions du Rocher, 2012.
- Hitler : 30 janvier 1933 : la véritable histoire, Saint-Malo, Éditions Pascal Galodé, 2013, 224 p.  (ISBN 978-2355932496).
- Une histoire du Troisième Reich, Éditions Perrin, 2014, 450 p.  (ISBN 978-2262036423).
- Hitler : propos intimes et politiques (1941-1942), tome I, Nouveau monde Éditions, 2016, 704 p.  (ISBN 978-2369423539).
- Hitler : propos intimes et politiques (1942-1944), tome II, Nouveau monde Éditions, 2016, 768 p.  (ISBN 978-2369424208).
- Hitler et Pétain, Nouveau monde Éditions, 2018, 560 p.  (ISBN 978-2369427650).
- Martin Bormann, homme de confiance d'Hitler, Nouveau Monde Éditions, 2020, 416 p.  (ISBN 978-2380941234).

### Liens d'autorité
- Ressources relatives à la recherche :   - Academia (profils)
  - Cairn
  - Fichier central des thèses
  - Isidore
- Notice dans un dictionnaire ou une encyclopédie généraliste :   - Deutsche Biographie
- Notices d'autorité :   - VIAF
  - ISNI
  - BnF (données)
  - IdRef
  - LCCN
  - GND
  - Belgique
  - Pays-Bas
  - Pologne
  - Israël
  - NUKAT
  - Norvège
  - Tchéquie
  - Portugal
  - WorldCat